# Anita Roddick
Anita Lucia Roddick (Littlehampton, West Sussex, Anglaterra, 23 d'octubre de 1942 - Chichester, 10 de setembre de 2007) va ser la fundadora, el 1976, de The Body Shop, una companyia de cosmètics dedicada a fabricar i distribuir productes de bellesa. És molt coneguda pel seu activisme en ecologia. El 1990 Roddick va fundar Children On The Edge, una organització caritativa d'ajuda als nens desfavorits a Europa de l'Est i Àsia.

## Vida i formació
Va néixer en una família d'emigrants italians. Va estudiar per a mestra, va viatjar pel món gràcies a una ocupació a les Nacions Unides. Es va casar el 1970 amb l'escocès Gordon Roddick. Van obrir un restaurant i després un hotel i van tenir dues filles.
Roddick va decidir obrir la seva primera botiga The Body Shop per a mantenir la seva família mentre el seu marit viatjava per l'Amèrica llatina. En fundar The Body Shop, va voler que fos una cadena de cosmètics respectuosa amb l'entorn i no fer servir animals en els experiments. The Body Shop va obrir la primera botiga a Littlehampton el 1976.
El 14 de febrer de 2007, un any després de retirar-se de la vida empresarial, Roddick va revelar que patia hepatitis C, contreta amb una transfusió rebuda durant el segon part. Com a conseqüència d'això, també sofria de cirrosi hepàtica. Va morir d'una hemorràgia cerebral.

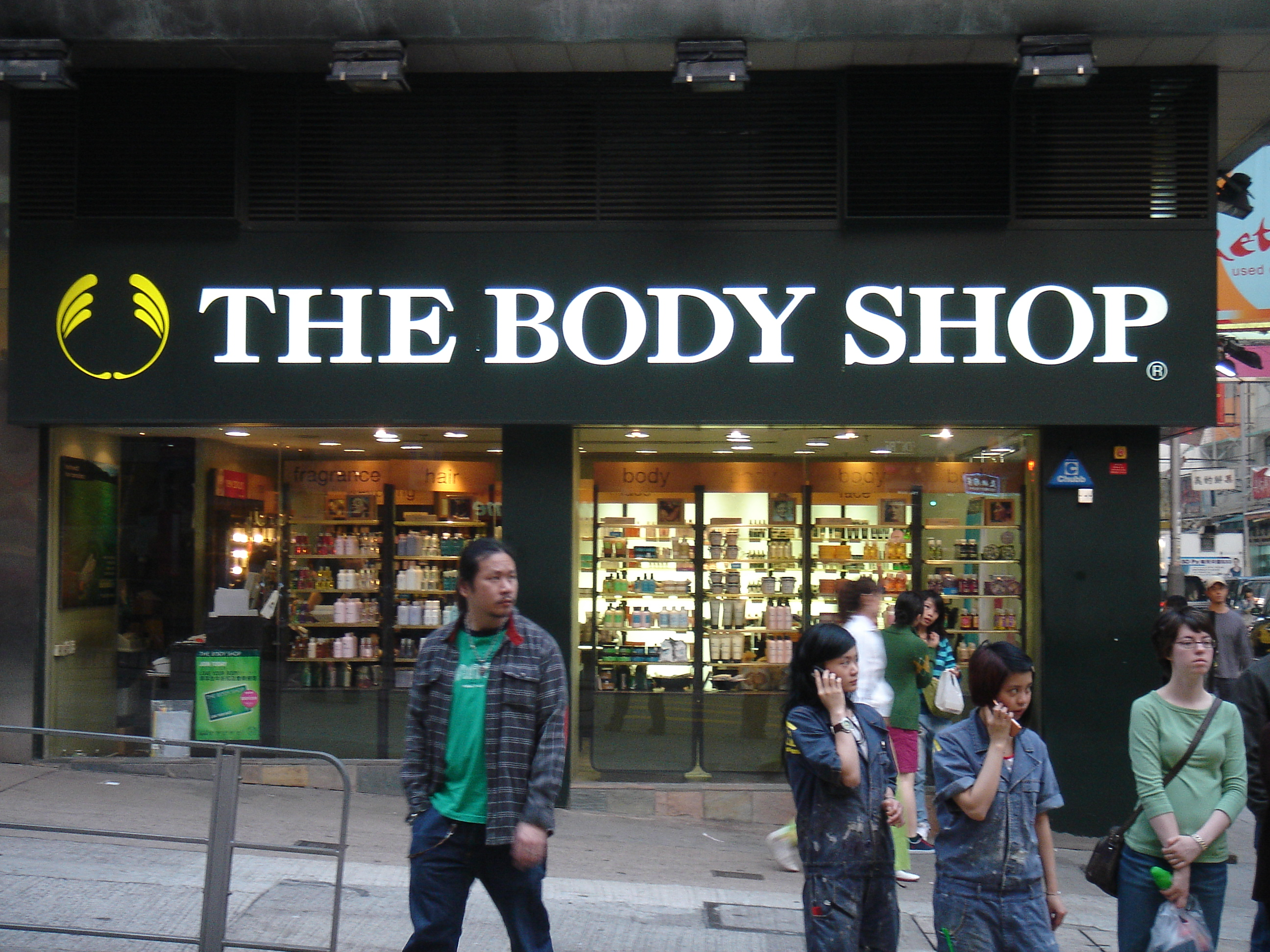
Botiga de The Body Shop a Tsim Sha Tsui, Kowloon, Hong Kong

La primera botiga de The Body Shop tenia només 15 línies de productes, era petita i estava situada entre dues funeràries. Malgrat les circumstàncies, el negoci va funcionar ràpidament i va obrir la segona en només sis mesos. Quan el marit de Roddick va tornar dels Estats Units, va entrar a formar part del negoci. El 1991, quinze anys després de la primera, la cadena tenia ja 700 botigues. El 2007, trenta anys després, la cadena tenia 2.100 botigues en 55 països, i oferia uns 1.200 productes diferents.

## Carrera professional
El 13 de desembre de 2005 el National Post va anunciar la retirada de Roddick del món de les finances i de l'empresa i li va calcular una fortuna personal de 76 milions d'euros. Tres mesos més tard, el 17 de març de 2006 es va anunciar la compra de "The Body Shop" per part de L'Oréal per un valor de 180 milions d'euros. Aquesta compra va ser molt polèmica, en primer lloc perquè la cadena de cosmètics francesa sí que fa experiments amb animals, i en segon lloc perquè forma part del conglomerat Nestlé, que va ser objecte d'una de les primeres campanyes de Roddick per les vendes de llet als països subdesenvolupats.
Roddick declararia que el model de negoci va ser producte de l'atzar, i no d'un pla gaire premeditat. Entre els factors que destacava hi havia l'onada de calor de 1976, l'any de l'obertura, que va fer pujar la demanda de sabó, desodorants i perfums, i va forçar l'ús del reciclatge.

## Activisme social
Ella es va fer mundialment coneguda pel seu model de negoci, en què introduïa variables de sostenibilitat i de no agressió a l'entorn. Els seus cosmètics, a més d'evitar els experiments amb animals, eren elaborats amb productes naturals.
Era integrant de Demos, un consell d'assessors internacionals en temes de medi ambient, i d'Amnistia Internacional. A més, el 1990 va fundar Children On The Edge, una organització d'ajuda a la infància desprotegida a l'Europa Oriental i Àsia.
Des de 1993 va fer costat als ogoni, de Nigèria, que reclamaven contra la petroliera Shell, la qual estava devastant els seus territoris. Quan, el 1995, el portaveu dels ogoni, Ken Saro-Wiwa, i vuit companys seus van ser executats pel govern de Nigèria, va continuar la campanya i 19 presoners ogoni van ser alliberats. El 1997, després de quatre anys de pressions constants, la Shell va donar a conèixer noves normes revisades d'operacions sobre respecte als drets humans i el desenvolupament sostenible.
Al setembre de 2001 va unir les forces de Body Shop amb Greenpeace i altres organitzacions, en una campanya internacional de boicot contra l'Exxon-Mobil, pel seu paper en l'escalfament global.

## Premis i condecoracions
- 1984 - Premi Veuve Clicquot a l'Empresària de l'Any
- 1988 - Orde de l'Imperi Britànic
- 1991 - Premi de Visió de l'Educació Mundial del Center for World Development
- 1993 - Premi de Medi Ambient de Banksia Foundation, a Austràlia.
- 1993 - Premi al Triomfador mediambiental (Mèxic)
- 1993 - Medalla de la National Audubon Society
- 1994 - Premi Botwinick de Negocis Ètics
- 1994 - Premi de Lideratge empresarial de la Universitat de Míchigan
- 1995 - Primer premi a la Dona Empoderada del Women's Business Development Center
- 1996 - Premi lideratge del Women's Center
- 1996 - Premi al Triomf de Gleitsman Foundation
- 1997 - Premi d'honra Olivos, del Programa de les Nacions Unides per al Medi Ambient
- 1999 - Premi britànic de Medi Ambient i Mitjans de comunicació
- 1999 - Cap d'honor del poble ogoni, atorgat pel Moviment per a la Supervivència del Poble Ogoni (MOSOP), una ètnia nigeriana.
- 2001 - Premi Müller és de Paz, de la International Peace Prayer Day Organisation
- 2003 - Orde de l'Imperi Britànic.